# U22-Zehnkampf-Länderkampf der Männer 1993 Frankreich – Deutschland – Russland – Schweiz
| 3. Leichtathletik-Länderkampf mit deutscher Beteiligung 1993                     | 3. Leichtathletik-Länderkampf mit deutscher Beteiligung 1993 |
| -------------------------------------------------------------------------------- | ------------------------------------------------------------ |
|                                                                                  |                                                              |
| U22-Zehnkampfvergleich der Männer: Frankreich – Deutschland – Russland – Schweiz |                                                              |
| Austragungsort                                                                   | Illzach                                                      |
| Wettbewerbe                                                                      | 1                                                            |
| Datum                                                                            | 7./8. August                                                 |
| 1. GER 2. FRA 3. SUI 4. RUS                                                      | 22.012 Punkte 21.743 Punkte 21.523 Punkte 20.489 Punkte      |
| Chronik                                                                          |                                                              |
| ← RUS-GER-GBR U23 (M/F)                                                          | FRA-GER-RUS-SUI00 7kampf (U22-F) →                           |

Den dritten Vergleich des Länderkampfjahres 1993 bestritten die deutschen U22-Zehnkämpfer am 7./8. August. Im elsässischen Illzach trafen sie auf Frankreich, Russland und die Schweiz. Diese Begegnung hatte es im vergangenen Jahr bereits gegeben, allerdings eingebettet in einen Länderkampf der Mehrkämpfer mit gemeinsamer Wertung für Männer und Frauen sowie männlicher und weiblicher U21-Junioren. Wie im Länderkampf mit dem allgemeinen Leichtathletikprogramm zwei Wochen zuvor in Moskau wurde die Altersbegrenzung gegenüber dem Vorjahr um ein einen Wert erhöht, womit wie in Moskau eine personell identische Zielgruppe zu 1992 angesprochen war. Da die Männer und Junioren im Vorjahr gemeinsam gewertet worden waren, als Deutschland den betreffenden Teilbereich gewonnen hatte, ist ein realistischer Vergleich mit dem 1992er Ergebnis nicht möglich.
Auch die U22-Juniorinnen bestritten parallel zum Wettkampf ihrer männlichen Kollegen am selben Ort einen eigenen Länderkampf.
Diese Veranstaltung beinhaltete darüber hinaus zwei Vergleiche derselben beteiligten Länder für Sportler der Altersgruppe 18 bzw. 19 Jahre. Die Länderkämpfe der jüngeren Altersgruppen B-Jugend, A-Jugend bis Junioren (nach internationaler Einteilung Altersgruppe der 18- bzw. 19-jährigen Leichtathleten) ist jedoch nicht Teil dieser Artikelserie zu Länderkämpfen mit deutscher Beteiligung und wird deshalb hier nicht dezidiert aufgeführt.

## Modus
Die jeweils drei besten Athleten der einzelnen Teams gingen mit der Addition ihrer Punktzahlen in die Wertung ein. Zur Teilnehmerzahl je Land gibt es keine Angaben. In den Einzelresultaten sind nur die ersten Acht sowie die weiteren deutschen Vertreter aufgeführt.

## Ergebnis
In der Einzelwertung siegte ein deutscher Zehnkämpfer vor einem Schweizer und zwei Franzosen. Die Ränge fünf und sechs belegten zwei weitere deutsche Teilnehmer. Der beste Russe folgte auf Platz sieben. In der Länderkampfwertung siegte die deutsche U22-Juniorenmannschaft mit 22.012 Punkten. Der Vorsprung vor den zweitplatzierten französischen Zehnkämpfern betrug 269 Punkte. Die drittplatzierten Schweizer Athleten lagen weitere 220 Punkte zurück. Mit einem Rückstand von weiteren 1034 Punkten folgten die russischen Vertreter deutlich abgeschlagen auf Rang vier.

## Legende
Kurze Übersicht zur Bedeutung der Symbolik – so üblicherweise auch in sonstigen Veröffentlichungen verwendet:
| DNF | nicht im Ziel (did not finish)                               |
| DNS | nicht am Start (did not start)                               |
| NMH | keine Höhe (No Mark)                                         |
| w   | Rückenwindunterstützung über dem erlaubten Limit von 2,0 m/s |

### Zehnkampf U22-Junioren
| Platz | Name             | Nation | Punkte | 100 m   | Weit- sprung | Kugel- stoßen | Hoch- sprung | 400 m   | 110 m Hürden | Diskus- wurf | Stabhoch- sprung | Speer- wurf | 1500 m      |
| ----- | ---------------- | ------ | ------ | ------- | ------------ | ------------- | ------------ | ------- | ------------ | ------------ | ---------------- | ----------- | ----------- |
| 1     | Christian Savola | GER    | 7527   | 11,25 s | 6,94 m 00    | 14,43 m       | 2,00 m       | 50,79 s | 14,81 s      | 41,66 m      | 4,10 m           | 55,46 m     | 4:37,03 min |
| 2     | Rolf Schläfli    | SUI    | 7326   | 11,14 s | 6,93 m 00    | 13,53 m       | 1,82 m       | 48,89 s | 15,35 s      | 39,52 m      | 4,00 m           | 57,94 m     | 4:36,40 min |
| 3     | Cedric Lopez     | FRA    | 7322   | 11,22 s | 7,06 m 00    | 12,37 m       | 1,88 m       | 51,63 s | 15,36 s      | 35,82 m      | 4,70 m           | 54,16 m     | 4:33,79 min |
| 4     | Tidiane Correa   | FRA    | 7282   | 11,36 s | 7,50 m 00    | 14,66 m       | 1,80 m       | 49,52 s | 16,20 s      | 42,96 m      | 4,30 m           | 53,04 m     | 4:35,44 min |
| 5     | Bernhard Floder  | GER    | 7275   | 11,09 s | 7,12 m w     | 12,25 m       | 1,88 m       | 50,02 s | 14,61 s      | 38,94 m      | 4,30 m           | 50,84 m     | 4:50,23 min |
| 6     | Mike Maczey      | GER    | 7210   | 11,43 s | 7,24 m 00    | 12,74 m       | 2,06 m       | 52,60 s | 15,19 s      | 35,36 m      | 4,20 m           | 54,74 m     | 4:47,66 min |
| 7     | Roman Razbejko   | RUS    | 7153   | 11,54 s | 7,21 m w     | 13,25 m       | 1,97 m       | 52,63 s | 15,31 s      | 37,98 m      | 4,30 m           | 51,60 m     | 4:46,10 min |
| 8     | Olivier Coche    | FRA    | 7135   | 10,97 s | 6,98 m 00    | 11,65 m       | 2,06 m       | 51,00 s | 14,37 s      | 29,38 m      | 3,90 m           | 52,62 m     | 4:44,85 min |
| 000…  |                  |        |        |         |              |               |              |         |              |              |                  |             |             |
| DNF   | Thomas Görz      | GER    | 7068   | 11,33 s | 7,22 m00     | 11,07 m       | NMH          | DNS     |              |              |                  |             |             |